# Jenova Chen
Xinghan Chen (chinês simplificado: 陈星汉; chinês tradicional: 陳星漢; pinyin: Chén Xīnghàn), conhecido como Jenova Chen, é o projetista dos premiados jogos eletrônicos Cloud, Flow, Flower e Journey, e co-fundador da Thatgamecompany. Chen nasceu e cresceu em Xangai, China, onde ele conseguiu bacharelados em ciências da computação, arte digital e projeto. Ele então se mudou para Los Angeles, adquirindo um mestrado da Divisão de Mídias Interativas da Universidade do Sul da Califórnia. Enquanto estava na universidade ele criou Cloud e Flow, além de conhecer a também estudante Kellee Santiago. Depois de um curto período na Maxis trabalhando em Spore, ele fundou a Thatgamecompany com Santiago e se tornou o diretor criativo da companhia. A companhia assinou um acordo de três jogos com a Sony Computer Entertainment, vendendo Flow, Flower e Journey pela PlayStation Network.
Como Chen nasceu em uma cultura e viveu grande parte de sua vida em outra, ele escolheu tentar fazer jogos eletrônicos universais. Seu objetivo na Thatgamecompany é tentar ajudar os jogos eletrônicos a amadurecer como meio ao criar produtos que inspirem respostas emocionais no jogador, coisa que falta em outros jogos. Embora ele e a Thatgamecompany possam fazer jogos mais tradicionais, ele não planeja desenvolvê-los comercialmente, achando que isso não adequa-se com seus objetivos de desenvolvedor independente.

## Biografia
Chen nasceu em Xangai, China, vivendo na cidade até 2003. Seus pais eram "uma família de classe média"; e seu pai trabalhava na indústria de desenvolvimento de softwares, tendo anteriormente trabalhado em "uma das primeiras gigantes da computação da China". Apesar de Chen ter se interessado em arte e desenho ainda quando criança, a influência de seu pai o fez entrar em competições de programação aos dez anos de idade. Ele se interessou pelos jogos eletrônicos que via nas competições, mas não estava tão entusiasmado com a programação. Durante sua adolescência, Chen teve profundas experiências emocionais com vários jogos, incluindo The Legend of Sword and Fairy, que ele atribui ao fato de não ter tido muito contato com livros, filmes ou experiências de vida que teriam estimulado tais reações nele. Essas experiências o inspiraram a tentar criar esses tipos de emoções em jogos como adulto, quando mais maturidade emocional o fez "aumentar  os critérios" sobre o quê o emocionaria em um jogo. Foi durante o ensino médio que ele escolheu o nome inglês Jenova, em homenagem ao personagem de Final Fantasy VII, querendo um nome que fosse único em qualquer lugar do mundo, já que existiam "centenas de Jason Chens".
Ele se formou em Engenharia e Ciências da Computação na Universidade Jiao Tong de Xangai, que ele achou "bem fácil" devido ao seu conhecimento de computadores. Ele passou a maior parte de seu tempo na universidade aprendendo sozinho arte digital e animação; e depois estudando brevemente arte digital e desenho na Universidade Dong Hua. Ainda interessando em jogos eletrônicos, ele se envolveu na produção de três jogos como parte de grupos estudantis na escola. Ao se formar, ele teve dificuldades em encontrar trabalhos na industria chinesa de jogos eletrônicos que combinavam com seus interesses em "engenharia, arte e desenho". Além disso, ele achou que "poucos jogos eletrônicos alcançaram as qualidades que seriam interessantes a um adulto". Chen também considerou trabalhar com animação digital no cinema.
Chen então se mudou aos Estados Unidos para adquirir um mestrado na Escola de Artes Cinematográficas da Universidade do Sul da Califórnia (USC). Apesar de ter começado na escola de cinema, ele logo foi para o Programa de Mídias Interativas com o apoio de seus professores. Sua intenção na época era ganhar um diploma para conseguir o trabalho que ele desejava na China. Na USC, Chen se inspirou depois de comparecer ao Game Developers Conference, onde ele comparou positivamente os jogos que fazia na escola com o trabalho estudantil presente na porção Independent Games Festival da conferência. Enquanto estudava na USC, ele conheceu Kellee Santiago, outra estudante no mesmo programa; e os dois decidiram trabalhar juntos em jogos fora do mainstream. O primeiro jogo, que recebeu um subsídio de 20.000 dólares da USC para produzir, foi Cloud, lançado em 2005, que "se focava em um jovem paciente de hospital que voa com sua mente apesar de estar preso no quarto". A ideia foi baseada no próprio Chen, já que quando criança ele era frequentemente hospitalizado por asma. Ele foi projetado como uma tentativa de "expandir o espectro de emoções que um jogo pode evocar". Na mostra estudantil da Game Developers Conference, Chen e Santiago mostraram o jogo para um representante da Sony Computer Entertainment, John Hight, dizendo que Cloud era o primeiro jogo do gênero "Zen". Hight se interessou, mas nenhum acordo foi fechado. O jogo ganhou o prêmio Melhor Filosofia Estudantil no Slamdance Guerrilla Games Competition; e o prêmio Mostra Estudantil no Independent Games Festival, sendo exibido na Spike TV, G4 TV e CBS Sunday.
Chen achou que Cloud foi bem recebido porque ele provocava emoções nos jogadores que eram diferentes daquelas encontradas em outros jogos eletrônicos disponíveis na época; e passou a acreditar que sua "vocação" era criar mais jogos que mudariam o modo que as pessoas viam os jogos eletrônicos. Chen então foi fazer sua tese de mestrado no ano seguinte, escolhendo o tema "ajuste dinâmico de dificuldade", um conceito em que o jogo ajusta o modo com que reage ao jogador baseado em suas ações passadas e presentes. Chen ilustrou essas ideias em Flow, um jogo flash feito junto com Nicholas Clark. O jogo envolve o jogador controlando um microorganismo aquático através de várias profundidades no oceano, consumindo outros organismos e evoluindo no processo. Ele foi lançado em março de 2006; ele recebeu 100.000 downloads nas primeiras duas semanas; e em julho, esse número já havia chegado em 650.000. Uma versão para PlayStation 3 foi anunciada em maio de 2006 na PlayStation Store, sendo lançado em fevereiro de 2007. Uma versão para PlayStation Portable, desenvolvida pela SuperVillain Studios, foi lançada em março de 2008. Flow se tornou o jogo com o maior número de downloads na PlayStation Network em 2007, vencendo o prêmio de Melhor Jogo para Download na Game Developers Choice Awards.
Depois de se formarem, Chen e Santiago formaram sua própria companhia, a Thatgamecompany, em Los Angeles, onde ele ainda vive depois de ter assinado um acordo com a Sony para desenvolver três jogos exclusivos. A versão para PS3 de Flow foi o primeiro; e durante seu desenvolvimento, Chen trabalhou brevemente para a Maxis em Spore. Na época do lançamento de Flow, Chen voltou para a Thatgamecompany e começou a trabalhar em seu segundo jogo.

### Thatgamecompany
O jogo seguinte, Flower, foi o primeiro jogo de Chen e da Thatgamecompany "desenvolvido fora da rede de conforto acadêmica". Chen foi o diretor criativo encarregado do jogo, Santiago a produtora e Clark o projetista principal. De seis a nove pessoas estavam envolvidas nos vários estágios de desenvolvimento. Chen queria que Flower provocasse emoções positivas no jogador; e que agisse como "um refúgio emocional". Chen descreveu o jogo como "um poema interativo explorando a tensão entre o urbano e a natureza". Ele escolheu o tema da "natureza" cedo no processo de desenvolvimento, dizendo ter tido "esse conceito de que cada PlayStation é uma espécie de portal na sua sala, te leva para outro lugar. Eu pensei: 'não seria legal se ele fosse um portal que te permitisse ser abraçado pela natureza'". Chen projetou o jogo com a ideia de que o principal propósito de produtos de entretenimento como jogos eletrônicos eram os sentimentos que eles criavam no público; e que o alcance emocional da maioria dos jogos era limitado. Para que Flower tivesse o "espectro emocional" que ele queria, Chen olhou para o processo de desenvolvimento como a criação de uma obra de arte, ao invés de um jogo "divertido", que não provocaria as emoções desejadas. Em 2008, durante o desenvolvimento de Flower, Chen foi eleito pela revista Technology Review, do MIT, como um dos 35 principais inovadores do mundo com menos de 35 anos de idade.
Depois de Flower ser lançado, sendo muito elogiado e premiado, Chen e a Thatgamecompany seguiram para seu próximo jogo, Journey. Chen queria que Journey se focasse na comunicação e nas interações sociais dentro dos jogos eletrônicos. Já que a comunicação entre jogadores na maioria dos jogos se foca em objetivos específicos, em Journey Chen queria que o jogador jogasse sozinho ou encontrasse outros, porém que não pudesse se comunicar com eles diretamente. Ao invés disso, os jogadores têm que construir relações um com o outro através de suas ações, se ajudando ou indo embora quando assim desejam. Journey foi lançado na PlayStation Network em 13 de março de 2012.

## Influências e filosofia
Chen joga uma grande variedade de jogos eletrônicos, mas ele cita Katamari Damacy, Ico e Shadow of the Colossus como suas maiores influências. Ele também diz que Final Fantasy VII foi outra influência. Ele joga jogos "competitivamente", incluindo títulos como Street Fighter IV e StarCraft. Chen sente possuir uma natureza competitiva, que ele transformou o "vencer" como projetista em criar jogos que são diferentes daqueles que estão no mercado, ao invés de fazer outros jogos competitivos. Como ele cresceu na China e trabalha nos Estados Unidos, Chen acha que não consegue se relacionar totalmente com nenhuma das duas culturas como projetista de jogos eletrônicos. Assim, ao invés de tentar produzir jogos que se encaixem perfeitamente com uma das culturas, ele tenta fazer títulos que abordem emoções universais e independentes de alguma cultura.
Quando Chen saiu da Maxis para voltar a Thatgamecompany, ele fez isso ciente de que iria ganhar menos e ter uma carreira menos estável. Entretanto, ele achou que era importante para indústria, e o meio como um todo, criar jogos que provocassem diferentes respostas emocionais nos jogadores além de medo e excitação. Apesar de Chen não se opor a produção de jogos de ação, e ele e sua companhia já terem feito jogos "excitantes" internamente que foram bem recebidos pela Sony, ele acredita que não há motivo para a Thatgamecompany produzir jogos comercialmente ou trabalhar para desenvolvedoras já existentes, já que não estariam fazendo nada de novo que justificaria o custo de permanecer como estúdio independente. Similarmente, Chen não quer que a Thatgamecompany faça "grandes jogos de alto orçamento e sucesso", já que a pressão por lucros iria reprimir a inovação que ele deseja que a Thatgamecompany tenha. Chen acha que para os jogos eletrônicos se tornarem um meio maduro como o cinema, a indústria como um todo precisa criar uma grande gama de respostas emocionais em seus produtos, de forma similar como o cinema possui os gêneros de suspense, comédia e romance baseados nas emoções que provocam. Ele acredita que existem apenas três modos para os jogos eletrônicos terem um impacto em adultos similar ao que tem em crianças: "intelectualmente, por meio de um trabalho que revela uma nova perspectiva sobre o mundo que você ainda não tinha visto", ao "tocar alguém emocionalmente", e "ao criar um ambiente social onde o estímulo intelectual ou emocional pode acontecer independente de outras pessoas".